# Калабар, Сади
Сади Калабар (18 февраля 1901 — 23 июля 1960) — югославский (хорватский) шахматист.
Участник шахматной олимпиады 1927 г. в составе сборной Югославии (играл на 4-й доске, 5½ из 15, +5 −9 =1). В этом соревновании допустил один из самых нелепых просмотров в истории шахмат: в партии с аргентинцем Л. Палау после ходов 1. d4 Кf6 2. c4 e6 3. Кf3 Сb4+ 4. Сd2 хотел сыграть 4... Фe7, но вместо ферзя переставил на поле е7 короля (4... Крe7) и после ответного 5. С:b4+ сдал партию. По свидетельству В. Вуковича, во время олимпиады Калабар регулярно опаздывал на партии (поединок с Палау не исключение), вследствие чего разыгрывал дебют в спешке, из-за чего и сделал эту ошибку.
Также участвовал в чемпионатах Югославии 1935, 1937, 1939 и 1946 гг. (в 1946 г. набрал 7 очков из 19, +4 −9 =6, разделил 18—19 места), турнира югославских шахматистов в Сараеве(1949 г.).